# Magadi
För andra betydelser, se Magadi (olika betydelser).
Magadi är en ort i distriktet Kajiado i provinsen Rift Valley i Kenya. År 1999 hade staden 980 invånare.